# San Giovanni d’Asso
San Giovanni d’Asso – miejscowość i gmina we Włoszech, w regionie Toskania, w prowincji Siena.
Według danych na rok 2004 gminę zamieszkiwały 903 osoby, 13,7 os./km².
31 grudnia 2016 gmina przestała istnieć.